# HD 130325
HD 130325，又名BD-12 4134，SAO 158808、HR 5518，是一颗恒星，视星等为6.35，位于銀經341.92，銀緯41.05，其B1900.0坐标为赤經14h 42m 27.4s，赤緯-12° 41.05′ 9″。